# Пересоловичі
Пересоловичі (пол. Peresołowice) — село в Польщі, у гміні Вербковичі Грубешівського повіту Люблінського воєводства. Населення — 224 особи (2011).

## Назва
На думку мовознавиці Галини Вишневської, назва села походить від давнього руського імені Пересол.

## Історія

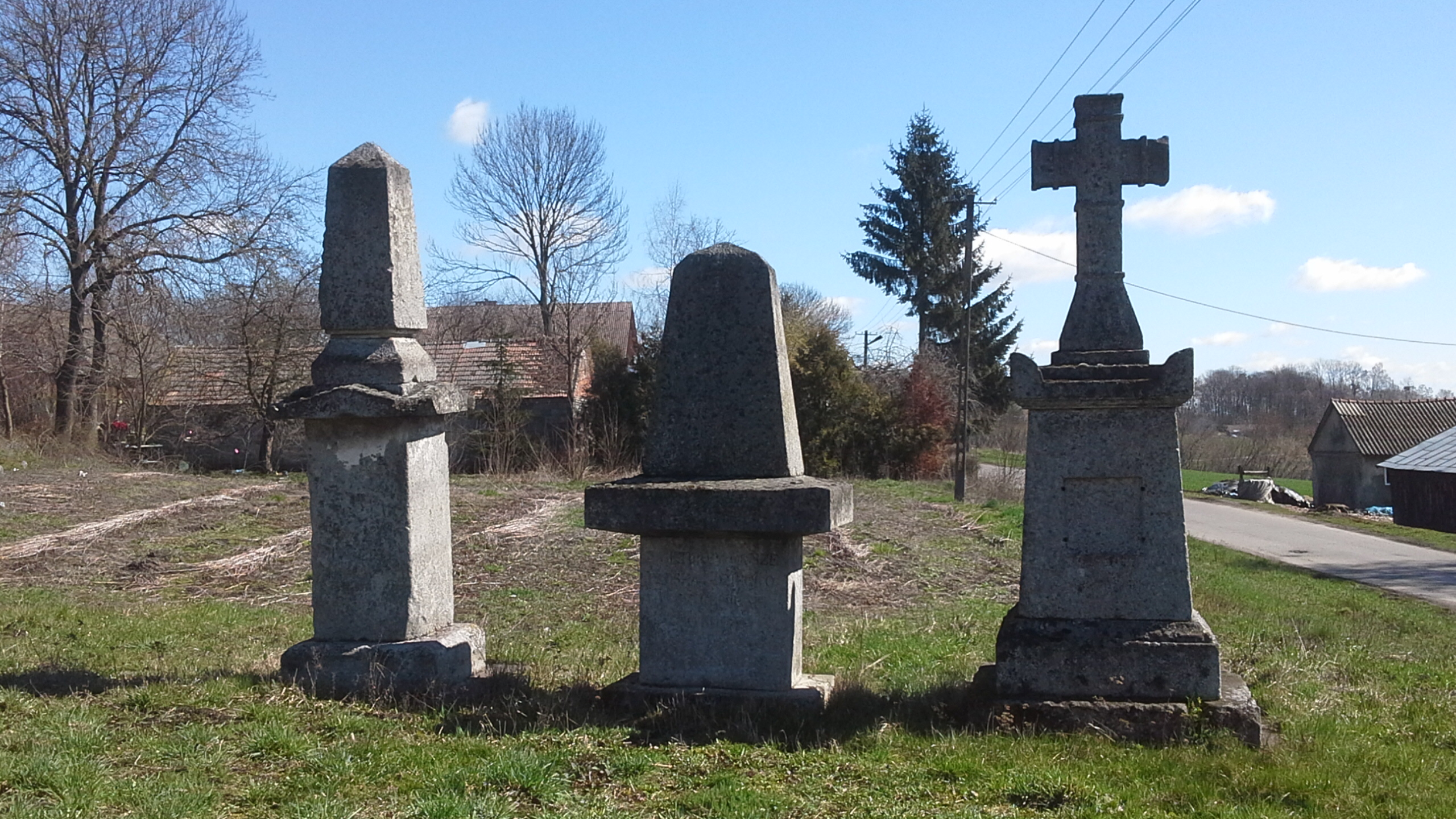
Греко-католицькі надгробки на колишньому цвинтарі

1578 року вперше згадується православна церква в селі.
За даними етнографічної експедиції 1869—1870 років під керівництвом Павла Чубинського, у селі проживали греко-католики, які розмовляли українською мовою.
У січні 1943 року, на католицьке Різдво, населення села зазнало нападу польських озброєних формувань. 19 грудня 1944 року польські шовіністи вбили в селі 18 українців.
При адміністративному поділі Польщі в період 1975—1998 років село належало до Замойського воєводства.

## Населення
Демографічна структура на 31 березня 2011 року:
|          | Загалом | Допрацездатний вік | Працездатний вік | Постпрацездатний вік |
| -------- | ------- | ------------------ | ---------------- | -------------------- |
| Чоловіки | 120     | 27                 | 83               | 10                   |
| Жінки    | 104     | 26                 | 55               | 23                   |
| Разом    | 224     | 53                 | 138              | 33                   |

## Відомі люди

### Народилися
- Леон Лаврисевич (1798—1854) — греко-католицький священник, філософ і богослов, доктор богослов'я, професор і ректор (1843—1845) Ягеллонського університету.

### Померли
- Яків Гальчевський — військовий діяч, сотник Армії УНР, активний учасник повстанського руху в Україні, громадський діяч, вчитель, письменник, майор Війська Польського. Загинув у селі 21 березня 1943 року в бою проти боївкарів Армії Крайової.